# 冀中青纱帐战役
冀中青纱帐战役，是中国抗日战争中中日双方发生的战役。国民革命军第十八集团军趁青纱帐起和阴雨对日、“伪”军机械化部队交通不利，作战146次，历经刘路大章战斗、旧城战斗、圣水战斗等，破坏公路160余公里。。